# 蕭翹
蕭翹（542年—614年9月6日），字明舉，南蘭陵郡蘭陵縣（治今江苏省常州市武进区西北）人，南北朝、隋朝政治人物，南朝梁鄱陽王蕭循之第四子。

## 生平
南朝梁太清四年（550年），在江陵承制的湘東王蕭繹授蕭翹祕書郎。蕭翹後遷任太子舍人、太子洗馬。紹泰二年（556年），蕭翹之父郢州刺史蕭循去世，蕭循之弟丰城侯萧泰監郢州事。太平二年（557年），蕭翹遷任貞威將軍、郢州刺史，不久又轉任寧遠將軍、羅州刺史。天启三年（560年），割據郢、湘、羅等州的梁朝殘存勢力王琳被陳文帝的軍隊擊敗，蕭翹跟隨王琳與皇帝蕭莊逃奔北齊。蕭翹在北齊時，歷任司空倉曹郎、光城令、南司州長史。
南朝陳太建五年（573年），北伐佔領北齊南司州的治所黃城，蕭翹歸降。蕭翹在陳朝時，歷任戎威將軍、下隽縣令、長沙王記室參軍、西陽王友、中書郎。
隋朝開皇九年（589年），陳朝滅亡，蕭翹北遷。後歷任介州司功參軍、邵州亳城縣令、汾州長寧縣令、武安郡肥鄉縣令。大業十年七月廿七日（614年9月6日），蕭翹在魏郡去世，享年七十三歲。大業十一年十一月廿六日（615年12月21日），蕭翹葬於河南郡洛陽縣之北邙山。

## 著作
蕭翹有文集十卷。

## 後代
- 子：蕭季符，尚食奉御、员外散骑常侍，追赠光禄卿、洪鄂等八州诸军事、洪州刺史，封武昌县开国公。
  - 孫：蕭温恭，修文馆学士、渝州司功参军事。
    - 曾孫：蕭思亮（645年－711年），歷官益州金堂县尉、雍州同官县尉、武功縣主簿、乾封县尉、长安縣主簿。
      - 玄孫：蕭逖。[1]